# Call of Duty: World at War – Final Fronts
Call of Duty: World at War – Final Fronts er PlayStation 2 modstykket til Call of Duty: World at War. Det har sig eget sæt af missioner med deltagelse af USA ved kampe i Stillehavet, Ardenneroffensiven og briterne på Rhinen i Tyskland. Denne version har 13 missioner og ingen online multiplayer-mode. Spillet blev udviklet af Rebellion Developments og udgivet i november 2008 af Activision. Det er det sidste Call of Duty spil, der er udgivet til PlayStation 2.